# 寧波駅
寧波駅（ねいはえき、ニンポーえき）は、中華人民共和国浙江省寧波市海曙区南站東路に位置する中国鉄路総公司（CR）上海鉄路局が管轄する駅である。市内の地図には、「火車南站」と記されることがある。

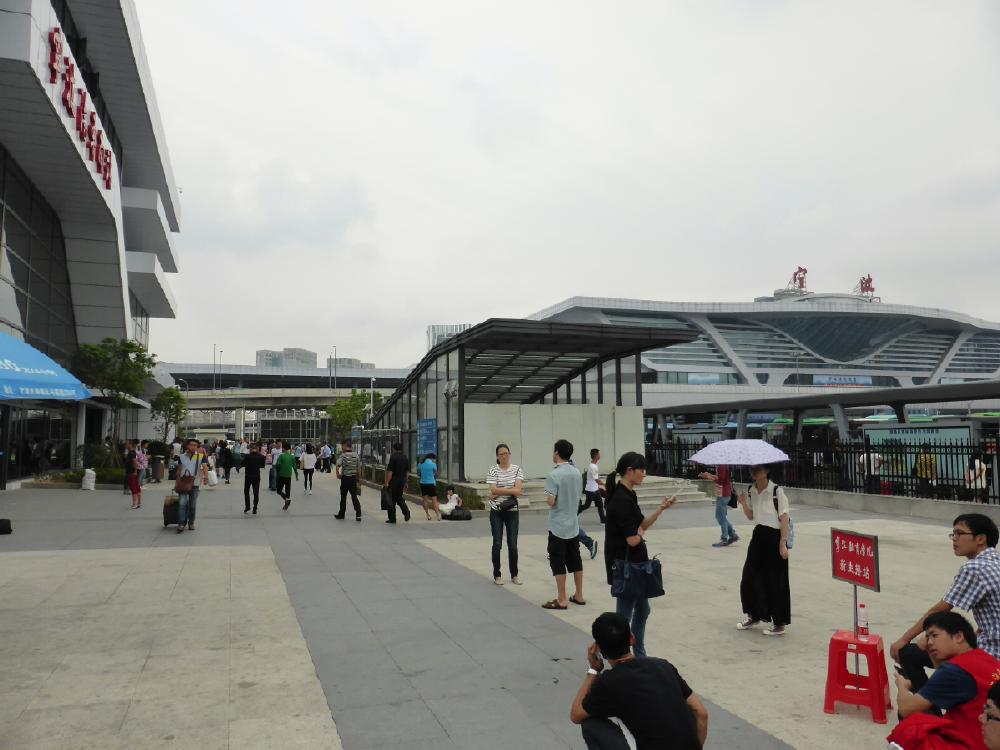
長距離専用のバスターミナルから見た寧波駅

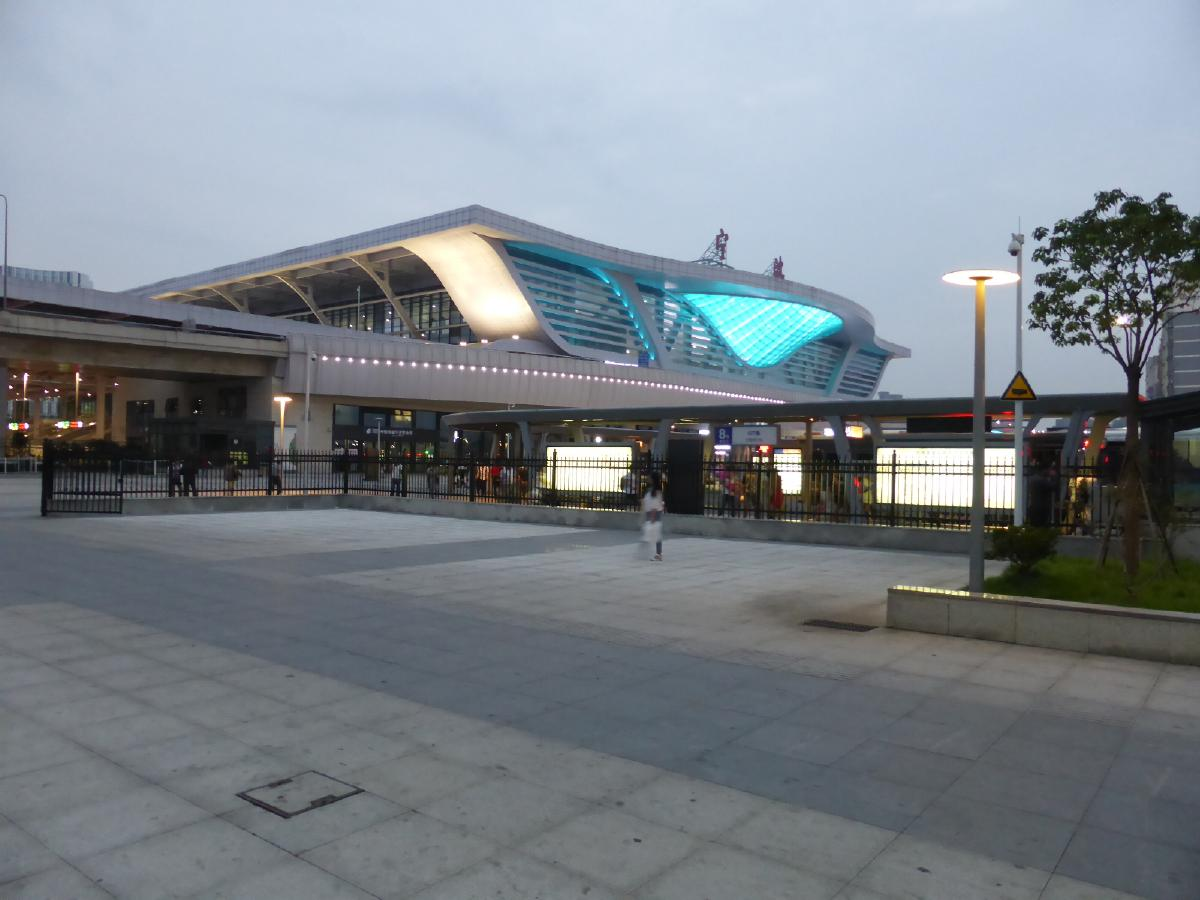
ライトアップされた夜の寧波駅

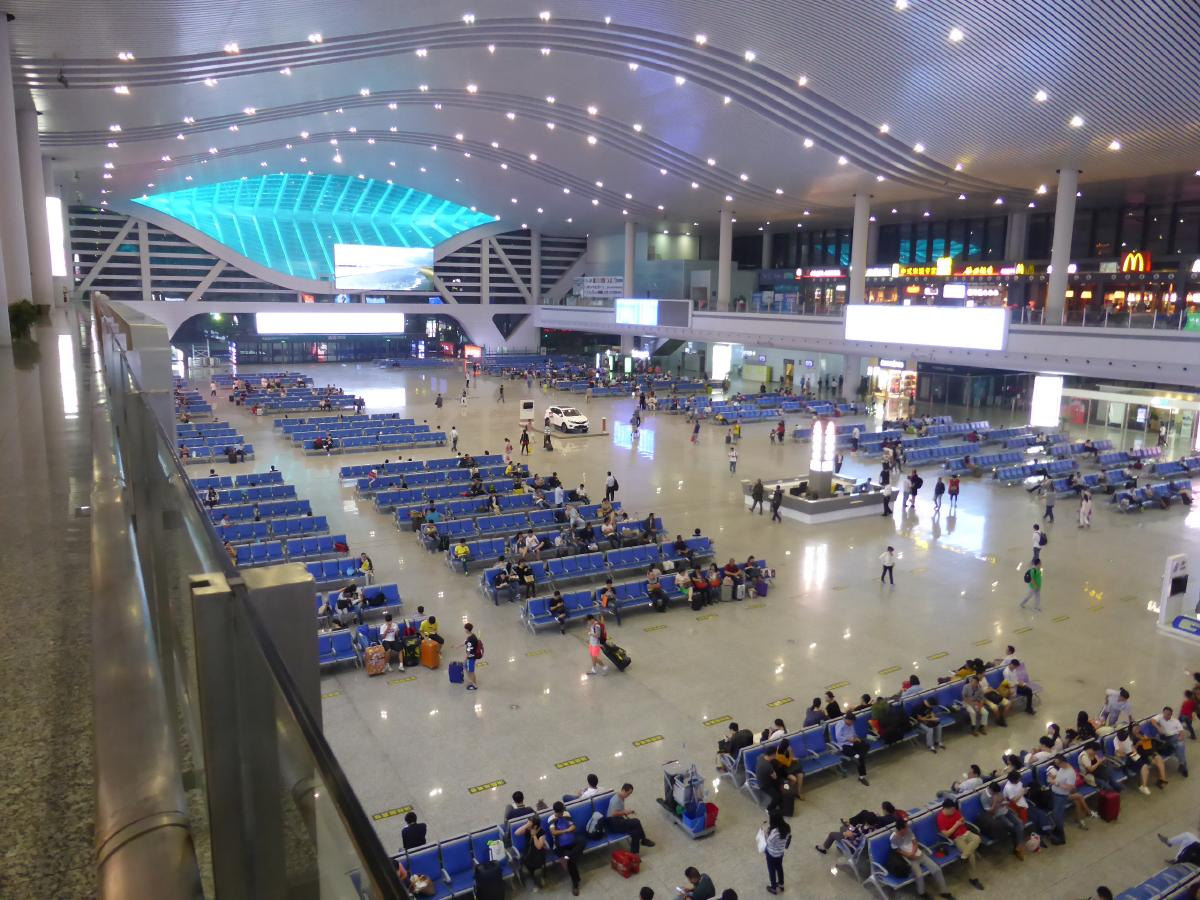
駅構内の待合フロア

本項では、駅真下に位置する寧波軌道交通の寧波火車駅駅（ねいはかしゃえきえき）についても記述する。

## 所属路線
中国鉄路総公司
蕭甬線：杭州南駅から144km、本駅が終点。
甬台温線：本駅が起点、温州南駅終点まで279.09km。
北侖支線（貨物線）：本駅が起点、寧波東駅まで甬台温線と共用、北侖駅終点まで35.5km。
杭甬旅客専用線：杭州東駅より152.039km本駅が終点。
寧波軌道交通
■2号線
■4号線

## 歴史
- 1914年：蕭甬線の開通に伴い、旧寧波駅が開業。旧駅の位置は寧波市江北区桃渡路の姚江沿いの江北公園[2]。公園内にある紅い煉瓦の正面を持つ二階建ての洋館が旧寧波駅の事務所である[3]。
- 1938年2月1日：日本軍の爆撃により旧寧波駅が焼失[4]。蕭甬線の軌道は全て除去された[5][6]。
- 1953年7月1日：蕭甬線を再敷設する建設工事が開始[2]。
- 1957年 - ソ連の専門家の指導により姚江青林鉄道橋両岸の地盤問題を解決[6]。
- 1959年
  - 6月9日：荘橋～寧波南門間の建設を再開[2]。
  - 9月30日：荘橋～寧波南門間が開通し、全線開通[2]。寧波南門にある月湖の西側に寧波南駅、即ち現在の新寧波駅が建設[3]。
- 1982年：貨物駅である寧波北駅が建設[6]。信号保安設備が電力通票閉塞から継電半自動閉塞となった[3]。
- 1988年2月10日：新駅舎が完成。費用は343万元かかった[3]。
- 1998年5月20日：2回目の拡張を行い、一等駅となった[6]。線路を6本増やし、駅舎は5000平方mの広さで、230mのホーム上屋と510mの島式ホームを持つ。拡張総費用は4500万元かかった[3]。
- 2005年上半期：寧波は中国全国で50個の鉄道枢軸都市と18個の鉄道コンテナ基地となった[3]。
- 2009年10月1日：甬台温線が正式開通し、終端駅では無くなった[4]。
- 2010年
  - 2月4日：総合サービスセンターが開設[7]。
  - 9月8日：寧波東駅に全面的に移転し、当駅の業務は閉鎖。チケット発券カウンターも閉鎖。
- 2013年12月28日：寧波駅の改修が完了し再び運用を再開。

## 駅構造

### 中国鉄路総公司
単式ホーム1面、島式ホーム2面の地上駅である。

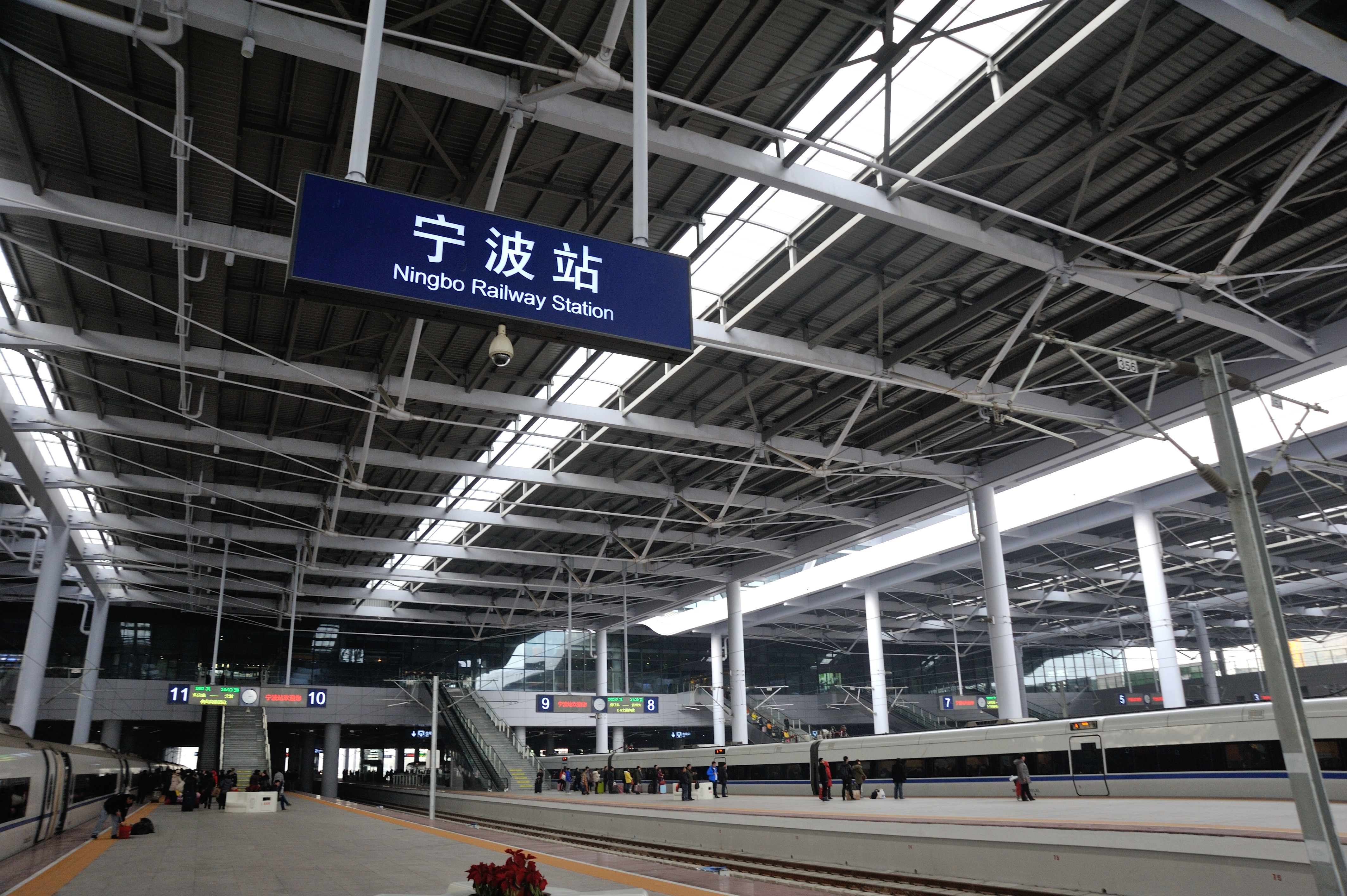
プラットホーム

### 寧波軌道交通
中国鉄路総公司の駅舎地下に駅施設が位置する。ホームは地下埋深22.6メートルの位置（地下3階）にあり、島式1面2線構造。ホーム長330メートル、幅21.1メートル、面積が1.87万平方メートルある。

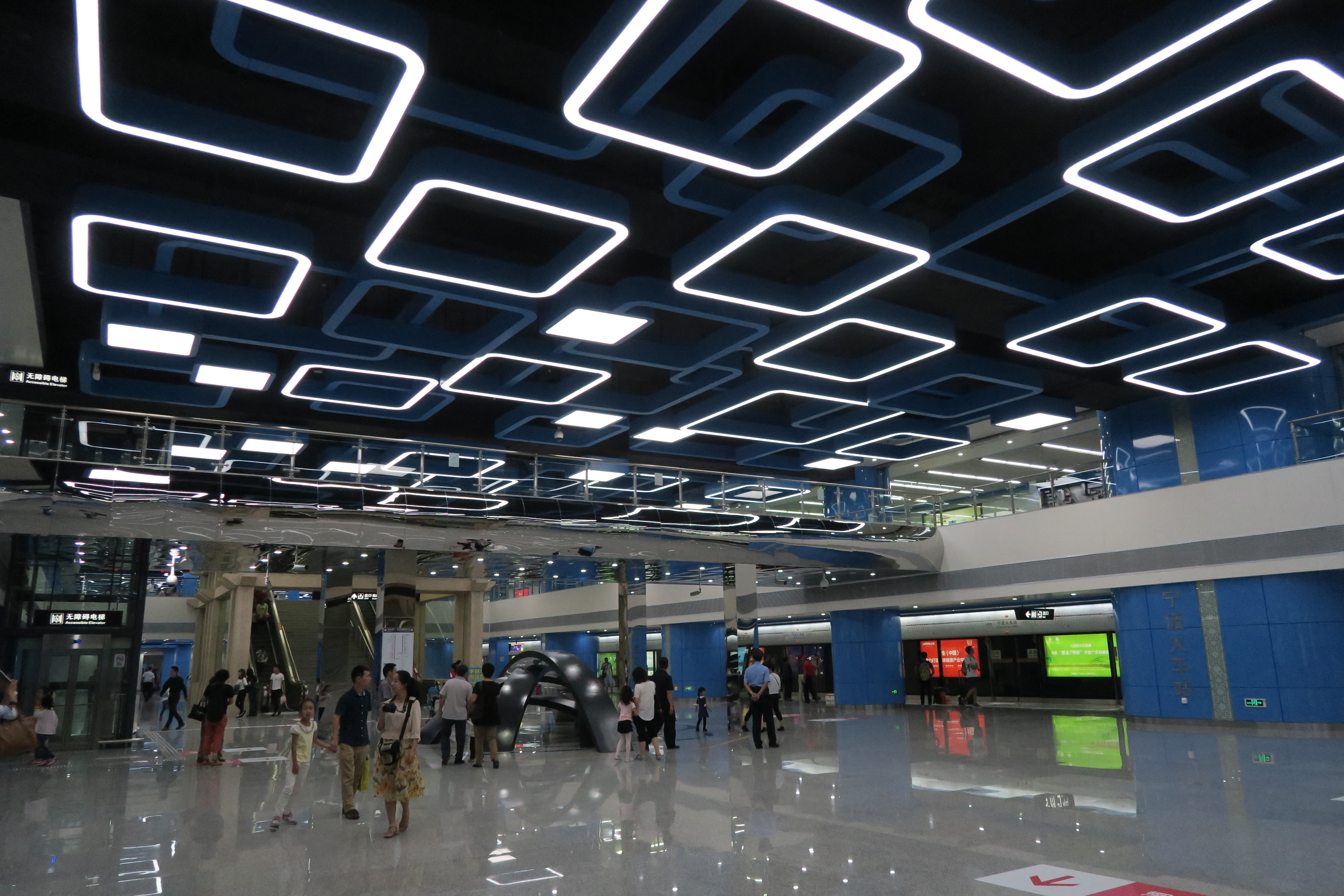
プラットホーム

## 利用状況
本駅は蕭甬線、甬台温線の旅客を扱う一等駅で、各種別を含め2010年4月現在、毎日80本余りの旅客列車が発着する。貨物は寧波北駅等の貨物駅で扱う。

## 隣の駅
中国鉄路総公司
蕭甬線
荘橋駅 - 寧波駅
杭甬旅客専用線
荘橋駅 - 寧波駅
甬台温線
寧波駅 - 寧波東駅
北侖支線
寧波駅 - 寧波東駅
寧波軌道交通
■2号線
雲霞路駅 - 寧波火車駅 - 城隍廟駅
■4号線
柳西駅 - 寧波火車駅 - 興寧橋西